# Vigo Andersen (fodboldspiller)
Vigo Carl Andersen (født 30. juli 1884 på Frederiksberg, død 18. september 1949 i København) var en dansk fodboldmålmand.
Vigo Andersen var ungdomspiller i ØB og kom til B 93 som senior, hvor han spillede ni kampe i 1905-1906.
Vigo Andersen vandt guldmedalje med det uofficielle danske hold (bestående af spillere fra KBU) i OL 1906. I den første kamp blev Smyrna besejret 5-1. I finalen førte Danmark 9-0 ved pausen over Athen, der herefter opgav. Han var blevet det danske holds målmand i stedet for Ludvig Drescher (KB), der havde meldt afbud til nogle internationale kampe i protest mod udtagelserne, hvorpå DBU havde idømt ham et års karantæne.